# George Cockburn (homme politique saskatchewanais)
Pour les articles homonymes, voir George Cockburn et Cockburn.
George Cockburn  (27 mars 1876-1966) est un fermier et un homme politique provincial canadien de la Saskatchewan. Il représente la circonscription de Redberry à titre d'abord de député indépendant, ensuite du  Parti progressiste de la Saskatchewan (en) et finalement du Parti libéral de la Saskatchewan de 1921 à 1934. 

## Biographie
Né à London en Ontario, Cockburn est le fils de George Cockburn et de Margaret Hunter, tous deux natifs de l'Écosse. Faisant ses études à London, il aménage au Manitoba en 1895 avant de s'établir en Saskatchewan. En 1899, Cockburn épouse Isabel MacHardy. 
Au cours de sa carrière politique, il sert comme préfet de la municipalité rurale de Great Bend No 405 (en) et président de la commission scolaire locale. 
Cockburn s'installe à Borden en Saskatchewan.